# Aptesis assimilis
Aptesis assimilis là một loài tò vò trong họ Ichneumonidae.